# Bambusicole de Chine
Bambusicola thoracicus
Espèce
Statut de conservation UICN

 LC  : Préoccupation mineure
La Bambusicole de Chine (Bambusicola thoracicus) est une espèce d'oiseaux de la famille des Phasianidae.

## Distribution
Sud de la Chine : est du Sichuan, Hunan, Fujian, Kiangsi, sud du Tche-kiang. Taïwan. Cette espèce a également été introduite au Japon.

## Sous-espèces
- B. t. thoracicus (Temminck, 1815), forme nominale, se rencontre dans le sud de la Chine. Cette sous-espèce a été introduite au Japon avec succès.
- B. t. sonorivox  Gould, 1863 vit à Taïwan. Elle est plus foncée, les taches des flancs sont de couleur noisette et non noire. La bande pectorale grise est plus étendue.

## Habitat
Cette perdrix fréquente les étendues enherbées pas trop accidentées, entrecoupées de fourrés épais et de touffes de bambous, jusqu’à 1 000 m d’altitude surtout, parfois un peu plus haut (2 000 m). À Taïwan, D. Fischer la dit commune dans les endroits plus ou moins perturbés, dans les cultures, les plantations de thé, le long des routes et même dans des touffes de bambous situées près de son hôtel.

## Alimentation
Son régime alimentaire comprend des graines, des pousses, des feuilles et des invertébrés collectés dans les cultures et les jachères, parfois en compagnie de volailles domestiques.

## Mœurs
La bambusicole de Chine vit en compagnie de deux à vingt oiseaux assez territoriaux et est plus active tôt le matin. Elle se laisse approcher facilement et se lève difficilement, au dernier moment, les oiseaux se dispersant alors dans toutes les directions.

## Voix
Le cri territorial est puissant, gi-gi-gi-gi-gi-gigeeroi-gigeeroii, les oiseaux se répondant en duo. En dehors de la saison de reproduction, le chant est plus harmonieux et pourrait être décrit comme un sih-mo-kuai, si-mo-kuai d’après Steve Madge et Phil McGowan.

## Nidification
Il est probable que cette espèce soit monogame, mais aucune étude n’a été menée à ce sujet. Les groupes se dispersent au printemps, les mâles devenant alors agressifs. Le nid est placé dans un taillis, une touffe de bambous ou au pied d’une arbre, parfois simplement dans une touffe d’herbes.

## Statut, conservation
Cette espèce est commune et a une vaste aire de répartition qui la met à l’abri d’une menace directe. Cependant des diminutions de populations, parfois importantes, ont été constatées localement, en raison de la destruction de l’habitat et d’une chasse intensive. La population serait stable à Taïwan.